# Бізон
Бізо́н (Bison) — рід ссавців з родини бикових (Bovidae).

## Поширення
Рід поширений у північній півкулі.

## Видовий склад
Рід Bison складається з двох сучасних видів:
- Бізон європейський, або зубр (Bison bonasus)
- Бізон американський (Bison bison).

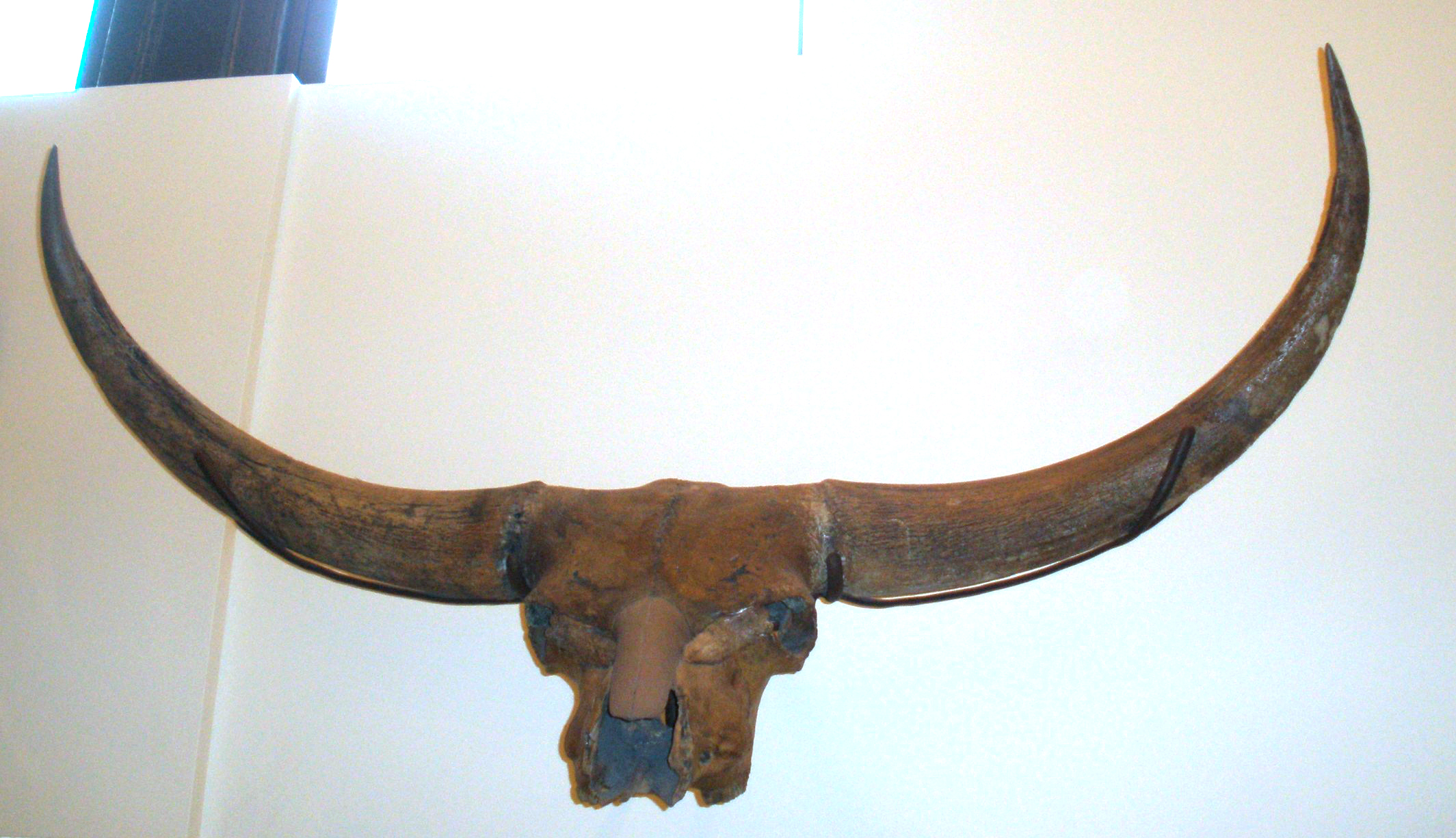
Bison latifrons

Відомі також 4 вимерлі види (база даних ITIS [Архівовано 11 січня 2012 у Wayback Machine.]):
- †Bison antiquus
- †Bison latifrons
- †Bison occidentalis
- †Bison priscus

Окрім того, відомі штучно отримані гібриди між двома сучасними видами, що мають назву зубробізонів.

## Генетика
Так само, як і бики (рід Bos), рід Бізон (Bison) має диплоїдний набір з 60 хромосом (2n=60).
Споріднення Bison на основі ядерної ДНК, за Sinding, et al. 2021:

|       | Bos mutus                                                     |
|       |                                                               |
| Bison | \| \| Bison bison \| \| \| \| \| \| Bison bonasus \| \| \| \| |
|       | \| \| Bison bison \| \| \| \| \| \| Bison bonasus \| \| \| \| |
|       | Bison bison                                                   |
|       |                                                               |
|       | Bison bonasus                                                 |
|       |                                                               |

|  | Bison bison   |
|  |               |
|  | Bison bonasus |
|  |               |

|  | Bos javanicus |
|  |               |
|  | Bos gaurus    |
|  |               |
|  | Bos sauveli   |
|  |               |

|       | Bos mutus                                                     |
|       |                                                               |
| Bison | \| \| Bison bison \| \| \| \| \| \| Bison bonasus \| \| \| \| |
|       | \| \| Bison bison \| \| \| \| \| \| Bison bonasus \| \| \| \| |
|       | Bison bison                                                   |
|       |                                                               |
|       | Bison bonasus                                                 |
|       |                                                               |

|  | Bison bison   |
|  |               |
|  | Bison bonasus |
|  |               |

|  | Bos javanicus |
|  |               |
|  | Bos gaurus    |
|  |               |
|  | Bos sauveli   |
|  |               |

|       | Bos mutus                                                     |
|       |                                                               |
| Bison | \| \| Bison bison \| \| \| \| \| \| Bison bonasus \| \| \| \| |
|       | \| \| Bison bison \| \| \| \| \| \| Bison bonasus \| \| \| \| |
|       | Bison bison                                                   |
|       |                                                               |
|       | Bison bonasus                                                 |
|       |                                                               |

|  | Bison bison   |
|  |               |
|  | Bison bonasus |
|  |               |

|  | Bos javanicus |
|  |               |
|  | Bos gaurus    |
|  |               |
|  | Bos sauveli   |
|  |               |

|       | Bos mutus                                                     |
|       |                                                               |
| Bison | \| \| Bison bison \| \| \| \| \| \| Bison bonasus \| \| \| \| |
|       | \| \| Bison bison \| \| \| \| \| \| Bison bonasus \| \| \| \| |
|       | Bison bison                                                   |
|       |                                                               |
|       | Bison bonasus                                                 |
|       |                                                               |

|  | Bison bison   |
|  |               |
|  | Bison bonasus |
|  |               |

|  | Bos javanicus |
|  |               |
|  | Bos gaurus    |
|  |               |
|  | Bos sauveli   |
|  |               |

## Історія

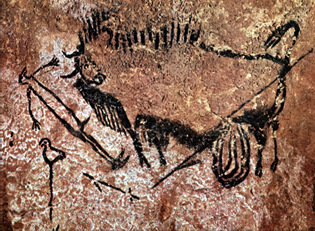
Зображення бізона і людини з печери Ласко (Франція)

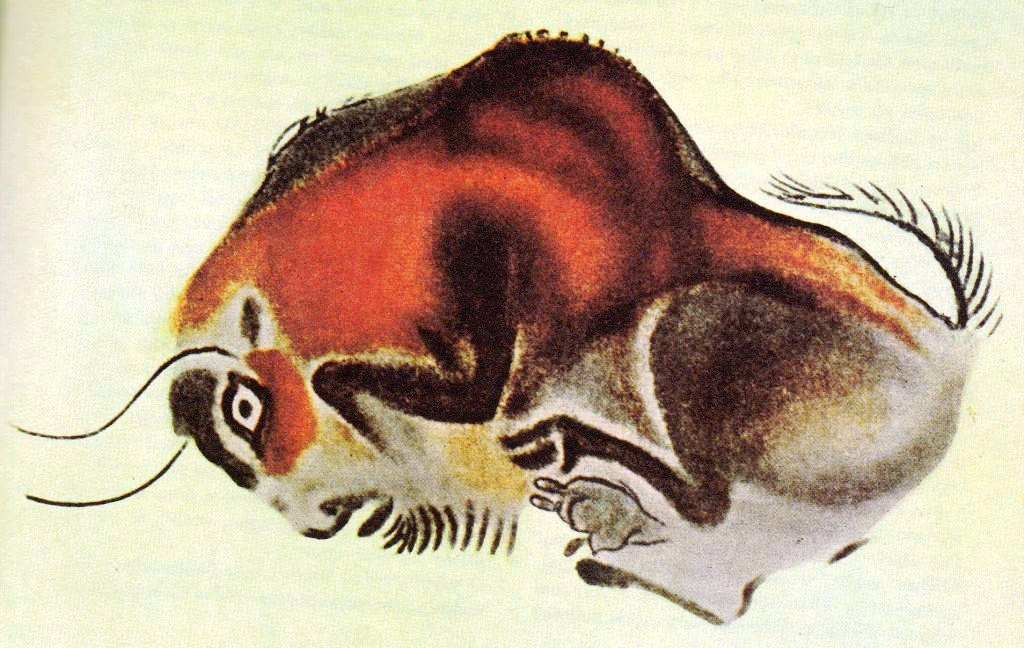
Зображення бізона з печери Альтаміра (Іспанія)

Предком бізонів вважається дикий бик з роду Leptobos, що жив в пліоцені. Цей євразійський прото-бізон був родом з Індії і поширився на північ. У широких азійських степах він еволюціонував у степового бізона (Bison priscus). З Сибіру бізон перекочував в плейстоцені по природному мосту в Північну Америку. Один викопний екземпляр, що зберігся у вічній мерзлоті, вік якого датується 35 тисячами років, був знайдений на Алясці в 1979 році.
На степового бізона полювали кроманьйонці, які залишили численні печерні зображення моментів полювання. У кінці останнього льодовикового періоду він вимер в Євразії, залишивши, проте, ряд видів, що відкололися від нього, єдиним з яких сьогодні залишився зубр.
За малюнками, бізонів, що зображені в печері Альтаміра в Іспанії, можна з упевненістю говорити про існування тоді, як мінімум, двох видів бізона.
У Північній Америці степові бізони розділилися на кілька еволюційних гілок. Однією з них був гігантський Bison latifrons, що жив в невеликих групах в лісах і вимер близько 20 тисяч років тому. Іншою гілкою був істотно менший в розмірах Bison antiquus, який був краще пристосований до життя в преріях і жив у величезних стадах. У ранньому голоцені він був, однак, витіснений видом Bison antiquus occidentalis, який став предком нинішнього американського бізона.
У преріях Північної Америки до прибуття європейців мешкали величезні стада бізонів. Запозичивши у європейців коней, індіанці з XVII століття спеціалізувалися в полюванні на бізонів, створивши унікальну культуру, яка жила виключно за рахунок полювання на них.
Тим не менш, масштаби цього полювання ніколи не загрожували популяції бізонів. Ця ситуація змінилася, коли в ході освоєння білими поселенцями Дикого заходу гігантські стада бізонів були майже повністю викоренені, з метою відтіснити індіанців на неродючі землі.
З існуючих в наш час[коли?] видів не тільки американський бізон, але і європейський зубр до кінця XIX початку XX століття були майже повністю знищені за рахунок хижацького полювання і витіснення з місць споконвічного проживання.
В даний час ведуться роботи з відновлення Євразійської популяції бізонів — стадо з 40 канадських лісових бізонів завезено до Якутії, з тим щоб бути реінтродуціровано в Сибіру (див. плейстоценовий парк).

### В Україні
На півдні України в степах паслися величезні череди бізонів. Первісні мешканці цього краю полювали на бізонів: череду тварин заганяли до краю глибокого яру, після цього тих тварин, що впали вниз, добивали списами, а пізніше стрілами. На Донбасі, на правому березі річки Кринки, в районі Амвросіївки знайдене кладовище кісток бізонів. На площі близько 200 м² знайдено рештки 983 степових бізонів (Bison priscus).
Станом на 2023 рік, найбільше стадо диких зубрів біловезького підвиду в Україні мешкає на землях Бродівського лісового фонду в Львівській області. Диких зубрів завезли на Львівщину ще в 80-х роках минулого століття з Литви в чисельності 12 особин. Наразі, за нещодавніми підрахунками лісівників, їх налічується — 114.